# Bundesgericht (Schweiz)
Das Bundesgericht (BGer; fransk: Tribunal fédéral, TF; italiensk: Tribunale federale, TF; rætoromansk: Tribunal federal, TF) er Forbundsrepublikken Schweizs øverste domstol. Som del af justitsvæsenet udgør den en af de tre statsmagter i det schweiziske politiske system.
Bundesgricht har sit hovedsæde i Forbundsretsbygningen i Lausanne i Vaud Begge de socialretslige afdelinger af Bundesgericht befinder sig dog i Luzern. Forbundsforsamlingen vælger de 38 forbundsdommere. Den nuværende retspræsident er Gilbert Kolly.
Bundesgericht er sidste instans i civile sager (borger mod borger), i offentlige sager (borger mod stat) men også i stridigheder mellem kantonerne eller mellem kantoner og forbundsstaten. I menneskeretlige sager kan Bundesgericht dog underkendes af Den Europæiske Menneskerettighedsdomstol.

## Eksterne Henvisninger
- Wikimedia Commons har flere filer relateret til Bundesgericht
- Bundesgerichts Hjemmeside
- Werner Brüschweiler: Bundesgericht i Historischen Lexikon der Schweiz